# Сибірка
Сибі́рка (міжнародна назва а́нтракс — від грец. άνθραξ — «вугілля»; українські задавнені синоніми — телій, гербарець, жабур) — гостре зоонозне інфекційне захворювання, яке спричинює Bacillus anthracis. Перебігає в людей найчастіше з ураженням шкіри й утворенням особливого карбункула, набряку та регіонарного лімфаденіту на тлі гарячки та інтоксикації, рідше з ураженням легеневої, кишкової систем і поширенням процесу. Назву у світі хвороба отримала від схожості забарвлення чорного різновиду вугілля — антрациту — і центральної зони сибіркового карбункулу. В Україні досі використовують, зокрема і в офіційних медичних документах, давню назву «сибірка», що мала розповсюдження в Російській імперії та країнах колишнього СРСР.

## Історичні відомості
Хвороба відома ще з глибокої давнини, її описали у старовинних медичних джерелах давньої Індії. В історичних відомостях вона часто з'являється під назвою «священний вогонь», «перський вогонь» тощо. В історії відомі оповідання спустошливих епізоотій у Франції, коли квітучі пасовища перетворювалися на «прокляті поля Оверні» або «шкідливі рівнини Босе», в Московському царстві 1643 року, згодом в Угорщині, Німеччині, на Гаїті в 1770 році, коли померло 15 тисяч людей. А епізоотія сибірки 1901 року в Північній Америці в окремих місцевостях спричинила загибель до 90 % коней, мулів та іншої худоби.
1737 року французький хірург М. Дюхамель зауважував те, як на «злоякісну пустулу» захворів м'ясник після оброблення туші вола, коли він покопирсався забрудненим ножем у своєму роті. М. Дюхамель також описав зараження хірурга після того, як останній зробив розріз сибіркового ураження у хворого. 1766 року французький хірург Совер-Франсуа Моран зробив перше медичне тлумачення антраксу (лат. «pustule maligna») у людей. 1788 року лікар Степан Семенович Андрієвський в експерименті самозараження встановив однаковість недуги у тварин і людей, можливість її переходу від хворої тварини до людини. Його праця «Про сибирскую язву» (рос. 1796 рік) залишилася невідомою для решти світу, але дала назву хворобі в Царській Росії. Цей термін став широко вживаним із часу спустошливих епізоотій цієї інфекційної хвороби у XIX столітті в Ачинському окрузі колишньої Єнісейської губернії Російської імперії, хоча такі епізоотії в Сибіру не були винятковим явищем для світу.
У 1838 році французький ветеринар Онезім Делафон під час мікроскопічного дослідження вперше побачив палички антраксу в крові у тварин. 1850 року французькі дослідники Казимир Давайн і П'єр Рейе чітко виявили збудника антраксу в крові полеглих від цієї інфекції овець, а в 1855 році була надрукована праця німецького науковця Алоїза Поллендера, в якій він підсумував свої дослідження антраксу, починаючи з 1841 року, та опублікував свої дані про виділення збудника як із крові тварин, так і з їхніх різноманітних тканин. Збудника антраксу виділив у чистій культурі німецький науковець Роберт Кох у 1876 році. З усіх патогенних для людини мікроорганізмів саме збудника антраксу вперше отримали в чистій культурі. 1877 року англійський лікар Д. Г. Белл описав легеневу форму антраксу під назвою «хвороба сортувальників вовни» та пов'язав її виникнення з сибіркою. 1881 року французький мікробіолог Луї Пастер отримав і апробував протиантраксову вакцину для тварин. 1911 року італійський патолог Альберто Асколі запропонував особливу реакцію для діагностики як хвороби, так і виявлення зараження речей, через які відбувалося поширення.
Українські науковці, які вивчали антракс: М. Гамалія (1792 року видав німецькою і російською мовами працю про антракс та його лікування), М. Мельников-Разведенков, В. Жуковський, Г. Прокопович, А. Стефанович-Донцов, В. Данилова, А. Каротин, Л. Ценковський, який разом із І. Садовським запропонував живу протисибіркову вакцину як метод специфічної профілактики.

## Актуальність
У минулому антракс був одним з найпоширеніших інфекційних захворювань, які спричиняли масову загибель тварин, а доволі часто й людей. Останніми десятиліттями захворювання на антракс серед людей трапляється в усіх країнах і на всіх континентах, насамперед у вигляді поодиноких випадків. Проте час від часу спостерігають спалахи антраксу в регіонах, де розвинене тваринництво. Більшість випадків реєструють в країнах Азії, Африки і Південної Америки.
Так? в Україні протягом 1920—1978 років зареєстрували 24 502 спалахи сибірки у 9632 населених пунктах. Усього уражених сільськогосподарських тварин було 33 311 голів.
Останніми роками в Україні реєстрували гуртові захворювання на сибірку серед тварин і людей. Це пов'язано з низкою причин:
- наявність стійких неблагонадійних пунктів з сибірки, де є могильники худоби, що приводить до зараження великої рогатої худоби в разі недотримання умов випасу тварин у цих місцях;
- недотримання чіткості ветеринарно-санітарних заходів;
- відсутність в ряді випадків інформації про розташування давніх могильників худоби, хоча стосовно багатьох таких поховань існують певні мапи, зокрема в Україні — «Каталог стаціонарно невдатних на сибірку пунктів на теренах Української РСР 1920—1978 рр.», «Каталог місць поховань трупів тварин, які загинули від сибірки на території Української РСР 1920—1970 рр.»[16];
- порушення технологічного режиму та техніки безпеки підприємствами, які здійснюють заготівлю, переробку та продаж м'яса і м'ясопродуктів.

Відомі випадки захворювання під час проведення земляних робіт.

### Сибірка як ймовірна біологічна зброя
Спори збудника сибірки можуть бути використані як біологічна зброя, що отримало підтвердження у США в 2001 році. На сьогодні збудника сибірки віднесено до тих біологічних агентів, які офіційно визнано чинниками біологічної зброї.;
Приклад подібної серйозної загрози можна було побачити також у випробуваннях Північною Кореєю міжконтинентальних балістичних ракет із сибіркою 2017 року.
Bacillus anthracis, збудник сибірки, класифікується як пріоритетний патоген категорії А для біозахисту, оскільки він легко проникає і поширюється, а також має високий рівень летальності. Припускається, що аерозольний викид спор B. anthracis над великими містами може призвести до подій з численними людськими жертвами, що супроводжуватиметься сотнями тисяч захворювань та смертей. Серед видів сибірки, передбачуваних у разі масового ураження (тобто шкірна, шлунково-кишкова, інгаляційна та менінгеальна), інгаляційна і менінгеальна здатні дати найвищі показники летальності. Для прикладу, 1979 року стався випадковий викид спор B. anthracis на підприємстві з виробництва біологічної зброї у місті Свердловськ колишнього Радянського Союзу, що призвело до смерті 86 % пацієнтів з інгаляційною сибіркою з 79 захворілих, в тому числі всіх 21 пацієнтів із документально підтвердженим сибірковим менінгітом. 2001 року біотерористична атака у Сполучених Штатах спричинила загибель п'яти з 11 хворих на інгаляційну форму сибірки, в тому числі принаймні одного із сибірковим менінгітом.

#### Запобігання ураження
Якщо є підозра, що інгаляційний вплив сибірки мав місце, наприклад, як частини біотерористичної атаки, слід здійснити 60-денну лікарську профілактику (або 100-денну профілактику згідно з рекомендаціями Центру з контролю та профілактики захворювань CDC США) з призначенням ципрофлоксацину, доксицикліну (або амоксициліну у вагітних) у поєднанні з кліндаміцином або рифампіцином.
Оскільки, як передбачається, токсини збудника сибірки відіграють ключову роль у прогресуванні захворювання, антитоксини на основі антитіл рекомендуються як додаткові терапевтичні засоби для запобігання розвитку захворювання. Конкретні цільові етапи антитоксинової терапії на основі антитіл передбачають уникнення зв'язування PA з рецептором токсину, пригнічення транслокації та пришвидшення опосередкованого рецептором Fc кліренсу.

### Відомі спалахи антраксу в XXI столітті
2001 року стався спалах у неблагонадійному за антраксом (сибіркою) селищі Червоне та у селищі Лозовий Яр Яготинського району Київської області. Зареєстрували хворобу загалом у восьми людей. Один із хворих встиг виїхати до Рівненської області.
У серпні 2012 року в селищі Вознесенка Мелітопольського району Запорізької області, де відбувся спалах сибірки, запровадили карантин серед тварин. За останні 23 роки це був 10-й спалах. Перший спалах було зафіксовано 1967 року. Тоді вся загибла рогата худоба була похована на місцевому пасовищі. Нині точне поховання цих тварин встановити не вдалося. Серед долучених було п'ять осіб, в яких підвищувалась температура тіла, однак шкірних проявів сибірки не було.
У липні-серпні 2016 року спалах антраксу (сибірки) зафіксували на Ямалі в Росії. Від хвороби померла одна дитина, наявність хвороби підтвердили у 20 осіб, до лікарень з підозрою на захворювання госпіталізовано ще 90 причетних осіб; загинуло 2,3 тисячі оленів.
На початку серпня 2016 року в центральній Швеції на двох фермах загинуло дев'ять тварин (вісім корів і один кінь) через антракс. У цьому регіоні протягом століть хвороба була поширена в дикій природі — знаходили померлих від неї лосів. Міністерство агрокультури Швеції проводило інтенсивне розслідування та впроваджувало заходи із запобігання поширенню антраксу. У Швеції протягом 1916—1961 років зареєстрували випадки у 3000 ферм в усіх районах країни.

## Етіологія

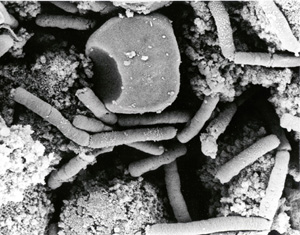
Палички сибірки на електронній мікрофотографії

Збудник сибірки, Bacillus anthracis — грампозитивна бактерія — паличка, що утворює внутрішню спору та є аеробом. Належить до роду Bacillus, родини Bacillaceae, ряду Bacillales, типу Firmicutes. Bacillus anthracis притаманні дві форми існування:
- Вегетативну форму виявляють в організмі хворих або померлих від сибірки тварин і людей. Вона має капсульний і соматичний антигени. Капсула відрізняє сибіркову бактерію від інших представників роду Bacillus, вона забезпечує мікроорганізму захист від фагоцитів. Збудник сибірки виділяє екзотоксин, що має три компоненти — набряковий, протективний і летальний. Зростає на звичайних штучних поживних середовищах. Колонії великі, волокнисті (характерна морфологія типу «голова медузи» або «грива лева»), край колонії війчастий. Під мікроскопом розташовуються в культурах у вигляді довгих ланцюжків («потяг з товарними вагонами»), а окремі збудники мають притаманний вигляд «бамбукової тростини», тому що кінці бацил здаються обрубаними або злегка увігнутими. Вегетативні форми швидко гинуть без доступу кисню, під дією традиційних дезінфікувальних засобів або при кип'ятінні.
- Спора є іншою формою існування Bacillus anthracis за несприятливих умов. Спори дуже стійкі до умов зовнішнього середовища, у воді можуть виживати декілька років, у ґрунті зберігаються десятиліттями, а при автоклавуванні (+110 °C) гинуть лише через 40 хвилин.

Детальніші відомості з цієї теми ви можете знайти в статті Bacillus anthracis.

## Епідеміологічні особливості

### Джерело інфекції
Основне джерело інфекції — хворі на сибірку переважно травоїдні тварини (велика і дрібна рогата худоба, коні, віслюки, мули, верблюди, олені, кролі, зайці). Хворобу взагалі іноді відносять навіть до групи сапронозів.
- Первинні ґрунтові осередки утворюються в результаті безпосереднього інфікування землі виділеннями хворих тварин на пасовищах, в місцях стійлового утримання тварин, в місцях поховання трупів худоби тощо. Спори з глибини виносять на поверхню ґрунту дрібні тварини, що риють землю, та дощові черв'яки.
- Вторинні ґрунтові осередки виникають через змив і занесення спор на нові території дощовими, талими і стічними водами. Травоїдні при своєму харчуванні випадково ковтають спори сибіркової бацили, що є в ґрунті, на поверхні трави на контамінованих пасовищах, в сіні та соломі. Ті потрапляють у кишку, де проростають у вегетативні форми, відбувається розвиток або відразу смертельного сепсису, або кишкової форми з тяжкою кривавою діареєю.

Велика кількість збудників перебуває в крові (яка практично не згортається) захворілої тварини, у випорожненнях. По смерті її (практично всі травоїдні гинуть) більшість вегетативних форм гине всередині трупа, але частина збудників, що потрапила в зовнішнє середовище з виділеннями, швидко перетворюється на спори. Сибірку інколи реєструють й у деяких м'ясоїдних тварин внаслідок вживання інфікованого м'яса, а також у всеїдних свиней (тільки в них зустрічається практично безсимптомна ангінозна форма).
Люди не відіграють ніякої ролі в передаванні сибірки. Навіть у разі легеневого ураження, коли в мокротинні багато збудників, інфікування оточення не відбувається, через те що головним чинником зараження є спори, які не утворюються в цій ситуації, а вегетативні форми вірулентно слабішають через перебування в організмі людини та серйозного тиску на них захисних факторів людини.

### Механізм і фактори передавання
- Головний механізм передавання — контактний. Відбувається потрапляння збудника через пошкоджену (навіть й мікротравмами) шкіру або слизові оболонки при догляді за хворими тваринами, кров та виділення яких містять багато збудників, під час білування туш, подальшій обробці м'яса, при роботі з забрудненою тваринною сировиною (хутро, шкіра). Найчастіше захворювання спостерігають в теплу пору року. Можливе зараження аліментарним, повітряно-пиловим шляхом і трансмісивно через укус жалючих мух (описаний в субтропічних і тропічних країнах). Казуїстичним є зараження медичних працівників при помилковому розкритті виразки, коли вони не дотримуються захисту й ріжуть руки самі при цій маніпуляції. Через це сибірку відносять до групи інфекційних хвороб з багатьма механізмами передачі.
- Фактори передавання — інвентар для догляду за тваринами, контаміновані предмети зовнішнього середовища, інфіковані продукти. Крім того, небезпеку може представляти ґрунт, вода, сіно, солома, що забруднені спорами Bacilus anthracis. Раніше антракс, що передається повітряно-пиловим способом, у різних країнах називали «хворобою сортувальників вовни», «хворобою садівників», «хворобою лахмітників» тощо. Є твердження, що передаванню хвороби в цих випадках сприяють пошкодження слизової дихальних шляхів дрібними гострими часточками сировини (вовна, лахміття, ґрунт тощо), які здіймаються в повітря під час проведення певних професійних дій (наприклад, вичісування старої одежі лахмітниками задля надання їй товарного вигляду для подальшого продажу) і такі працівники їх вдихають та, відповідно, заражаються.

### Сприйнятливий контингент та імунітет
Природна сприйнятливість є невисокою у разі потрапляння збудника на шкіру, проте майже поголовна при інших шляхах зараження. Сприйнятливість пов'язано з вірулентністю штаму, величиною дози, що інфікує, і шляхом передавання. Імунітет:
- Стійкий
- Напружений
- Клітинний
- Гуморальний

Хоча здебільшого імунітет після перенесеної сибірки досить стійкий, але описані й повторні випадки через 10-20 років після першого епізоду.

## Патогенез

### Початковий період
Вхідними воротами інфекції є шкіра, слизові оболонки верхніх дихальних шляхів, рідше — слизова оболонка кишки. В основі патогенезу сибірки лежить дія трьох компонентів екзотоксину:
- набрякового,
- захисного (протективного),
- летального.

Потрапляючи до органів-мішеней, екзотоксин розпадається на ці три складові, поєднання яких надалі й буде обумовлювати переважання того чи іншого напрямку в клінічному перебігу хвороби. Об'єднання захисного та набрякового компонентів призводить до функціональних змін в циклі аденозинтрифосфат-аденозинмонофосфат (АТФ-АМФ) з накопиченням 3'5' циклічногоАМФ, та внаслідок цього приливу великої кількості рідини в клітини з розвитком значного підшкірного набряку. Поєднання захисного та летального компонентів зумовлює пригнічення фагоцитарної активності, лізис макрофагів із вивільненням цитокінів — фактора некрозу пухлин-α та інтерлейкіну-1, що спричинює тяжкий, нерідко смертельний перебіг хвороби. Об'єднання набрякового та летального компонентів полегшує проникнення збудників в клітини-мішені хазяїна.

### Розвиток шкірних уражень
При шкірній формі бактерії проникають через дефекти шкіри. У місці проникнення збудника в шкіру розвивається вогнище серозно-геморагічного запалення з некрозом, значним набряком навколишніх тканин і регіонарним лімфаденітом. Утворюється сибірковий карбункул з некрозом в центрі. Під час шкірної форми збудник рідко прориває захисні бар'єри і потрапляє в кров, однак може призводити до значного депонування рідини в підшкірній клітковині в зоні набряку, що може зумовити розвиток гіповолемічного шоку.

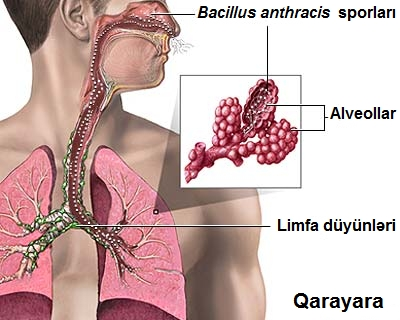
Схема ураження легеневої системи при легеневому антраксі. Показано ураження дрібних лімфатичних вузлів, що оточують альвеолярні утвори

### Розвиток інших уражень
Якщо збудник потрапив із забрудненими харчовими продуктами, таке запалення виникає в кишці, однак у цьому разі набряк менший, ніж під час шкірного зараження, відбувається поєднання протективного та летального факторів, що обумовлює тяжкий перебіг з подоланням бар'єра регіонарних лімфовузлів та виникненням бактеріємії. Так само при легеневому зараженні, коли спори збудника, що перебувають у дрібних пилинках, потрапляють безпосередньо до бронхів, проходять крізь слизову й макрофагами переносяться до лімфовузлів, де відбувається серозно-геморагічне запалення з некрозом в трахео-бронхіальних, бронхо-пульмональних та лімфатичних вузлах середостіння, що призводить до геморагічного пульмоніту, плевриту та медіастиніту (запалення структур середостіння) з тяжкою інтоксикацією й набряком легень. На сьогодні науковці заперечують, що за такого зараження розвивається справжня пневмонія.

### Генералізація
Сибіркова септицемія може розвинутися за будь-якого способу зараження. Її спостерігають частіше коли збудник проникає крізь слизові оболонки дихальних шляхів або кишки. Збудник долає захисні бар'єри (пульмональні або мезентеріальні лімфатичні вузли), розвивається гематогенна генералізація інфекції. Іноді розвивається летальний сибірковий геморагічно-гнійний менінгіт із властивими посмертними візуальними змінами головного мозку у вигляді «шапочки кардинала». У разі септицемічного перебігу виникає тяжка токсинемія, що призводить до розвитку інфекційно-токсичного шоку та до смерті хворого в перші дні хвороби.

## Клінічні прояви

### Класифікація
У МКХ-10 в класі «Деякі інфекційні та паразитарні хвороби», блоці «Деякі бактеріальні зоонози» виділено «Антракс» (А22), в якому додатково вирізняють:
- «Шкірна форма антраксу» (А22.0);
- «Легеневий антракс» (А22.1);
- «Гастро-інтестінальний антракс» (А22.2);
- «Антракс-септицемія» (А22.7);
- «Інші форми антраксу (в тому числі специфічний менінгіт +G01)» (А22.8);
- «Антракс неуточнений» (А22.9).

На шкірну форму антраксу припадає до 95 % всіх випадків.

### Клінічні прояви шкірної форми
Інкубаційний період — від кількох годин до двох тижнів, в середньому 2-3 дні.

#### Початковий етап
Шкірній формі притаманна така послідовність змін:
- пляма,
- папула,
- везикула (пухирець),
- пустула (гнійний пухирець),
- карбункул,
- виразка.

Спочатку утворюється червона пляма, потім вона стає червонувато-синього відтінку. Вона безболісна, нагадує укус комахи, дуже швидко протягом 2-3 годин перетворюється на папулу мідно-червоного забарвлення інколи з багровим відливом. З'являється і наростає шкірне свербіння.

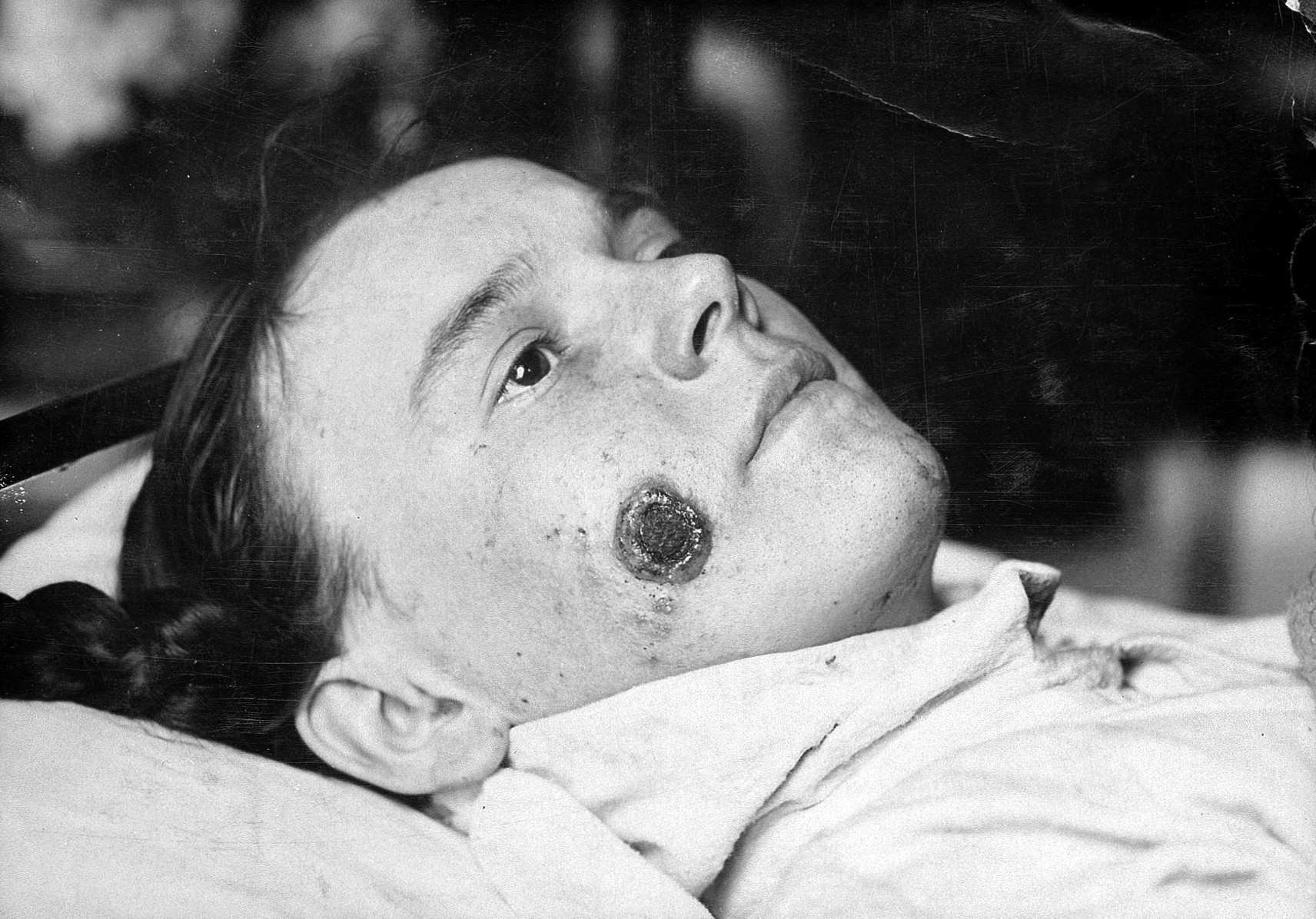
Типовий шкірний антракс на обличчі на етапі сформованого карбункула

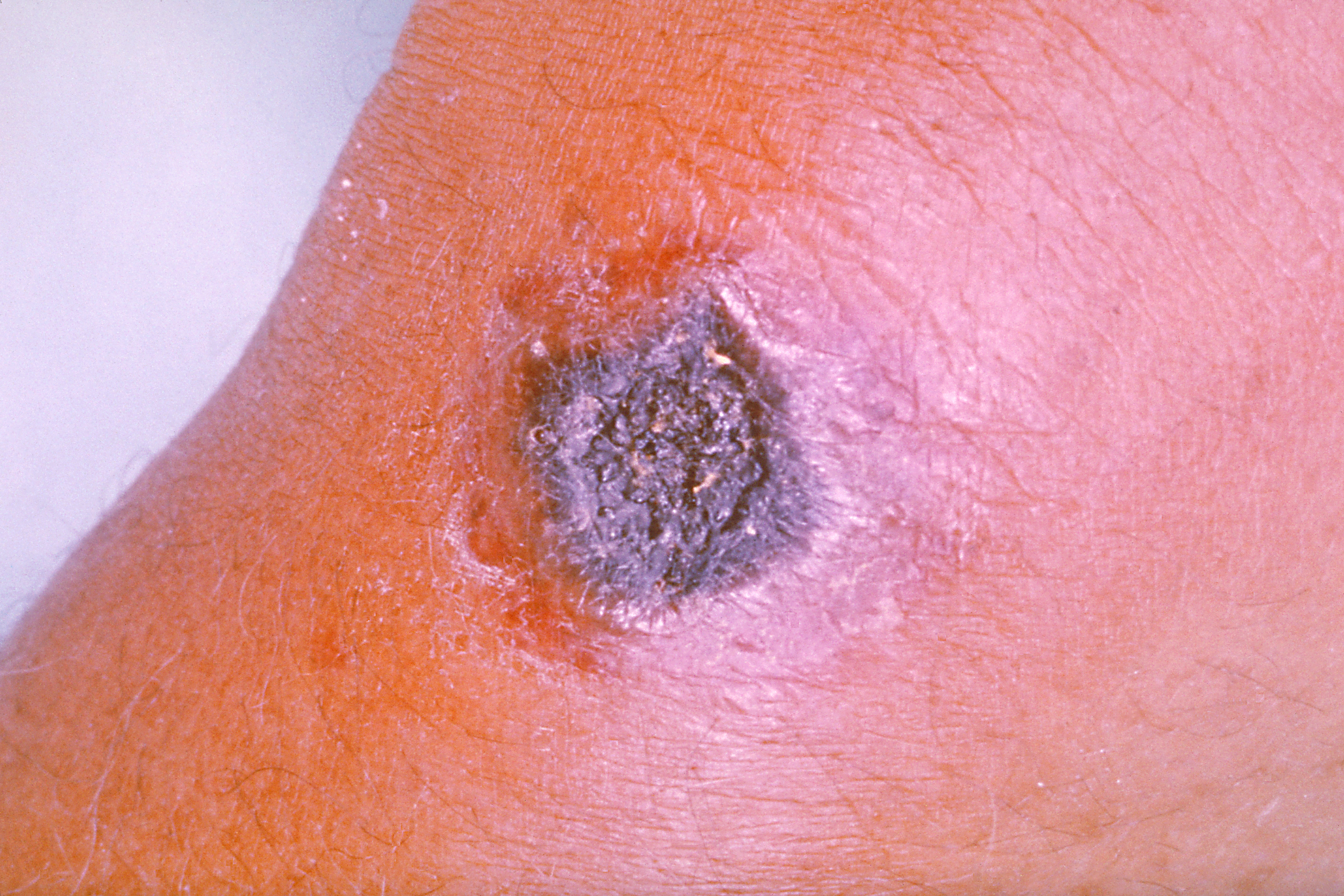
Типовий шкірний антракс на етапі карбункула

#### Розгорнутий етап
Через 12-24 години в центрі папули з'являється пухирець (везикула) діаметром 2-3 мм. Його вміст спочатку має серозний характер, потім стає темним, кров'яним, інколи — багрово-фіолетовим (pustula maligna). При розчухуванні або самостійному розкритті (розриві) пустули, бо вона має вкрай обвислу поверхню, утворюється виразка і кірка (струп), які швидко чорніють і збільшуються в розмірі. Дно виразки темно-коричневого відтінку з підведеними краями і серозно-геморагічними виділеннями, оточене зоною гіперемії. По краях виразки виникають дочірні вторинні везикули і пустули, розташовані, ніби перлини, навколо центральної ділянки. Протягом першої доби виразка досягає діаметра 8-15 мм і зростання її продовжується за рахунок дочірніх везикул («симптом намиста»). Через некроз центральна частина виразки за 1-2 тижні перетворюється на чорний безболісний струп, навколо якого розташований запальний валик червоного кольору («вуглинка на червоному фоні»). Весь описуваний комплекс виразки отримав назву «сибірковий карбункул» через візуальну похідність дочірніх везикул до вивідних протоків звичайного карбункулу. Діаметр такого ураження коливається від декількох міліметрів до 10 см. Струп може бути великим, твердим, нагадує обгорілу горбисту кірку. Під струпом знаходиться інфільтрат, який у вигляді багрового валу піднімається над рівнем шкіри. Між струпом і валом є жовтувато-гнійна зона, що обрамляє її, виникає феномен триколірного забарвлення.

#### Зміни навколо місця ураження

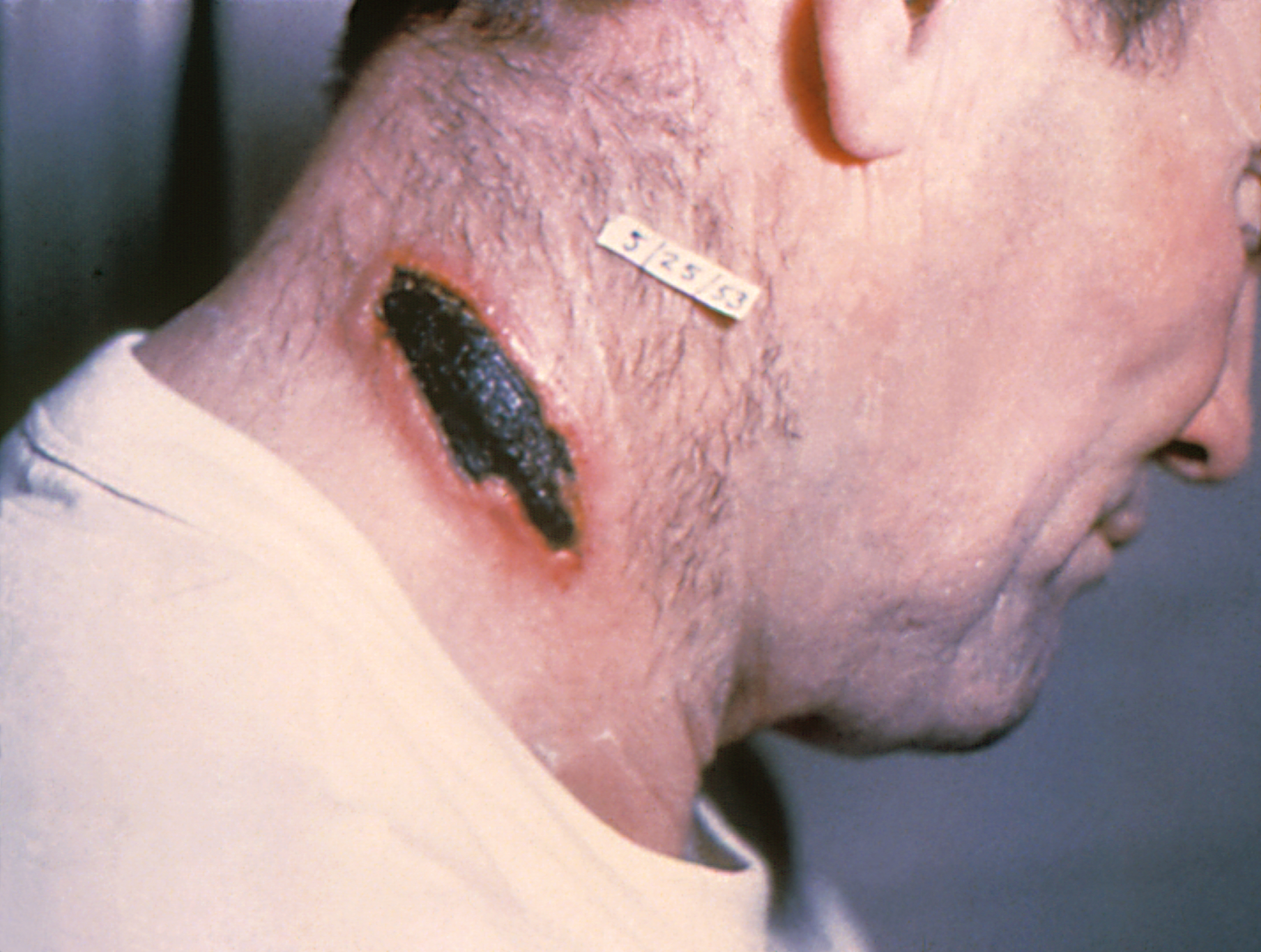
Чорний струп при антраксу на шиї

До цього процесу зазвичай приєднується набряк периферичних тканин. Особливо різко він виразний у місцях з драглистою підшкірною клітковиною. Протяжність некрозу чітко корелює зі ступенем тяжкості — чим він значніше, тим тяжче прояви, пов'язані з виникненням гіповолемічного шоку через надмірне велике депонування рідини в набряку і зменшення через це об'єму циркулюючої плазми, що спричинює значні гемодинамічні порушення. При ударі перкусійним молоточком в ділянці набряку рихлої клітковини можна спостерігати драглисте тремтіння — симптом Стефанського. У хворих розвиваються лімфангіт і болючий регіонарний лімфаденіт.

#### Особливості ураження за різної локалізації шкірного ураження та рідкісні клінічні варіанти
Тяжче перебігає хвороба при локалізації карбункулів на голові, шиї й, особливо, на слизових оболонках губ і носа. Коли уражена голова та шия, утворюється невеликий карбункул, який укривається серед значного набряку, через що раніше виділяли навіть так званий едематозний (набряковий) варіант перебігу шкірної форми сибірки. Водночас набряк шиї може призводити до здавлювання трахеї та розвитку недостатності дихання. Якщо уражені повіки, відбувається значний набряк, який здавлює око, призводить до його почервоніння, сльозотечі та інших проявів, що спонукало деяких клініцистів навіть раніше виділити окрему очну форму, що на сьогодні не вважають доцільним. При локалізації виразки на губах розвиваються особливо тяжкі набряки, які можуть поширюватися на верхні дихальні шляхи і спричинити асфіксію та смерть. Таке саме відбувається при локалізації патологічного процесу на слизових оболонках ротоглотки. За інтенсивних набряків можуть розвитися місцеві некрози. Властивим для цих уражених ділянок є збереження тактильної та відсутність больової чутливості.
Зрідка при шкірній формі не утворюється карбункул, а великі пухирі з кров'янистим вмістом, що раніше виділяли в окремий варіант перебігу шкірної форми (бульозний). Теж дуже рідко навкруги від карбункулу спричинюється гіперемія, раніше такий перебіг називали бешихоподібним варіантом шкірної форми сибірки по аналогії з бешихою.

#### Зворотний розвиток шкірного ураження
У сприятливих випадках температура тримається на високих показниках 5-6 днів і згодом, частіше, критично зменшується. Зниження температури поєднується з виразним поліпшенням самопочуття і затиханням місцевих симптомів хвороби — зменшенням набряку, зникненням лімфангіту і лімфаденіту. До кінця 2-3 тижня струп відторгається. На місці виразки утворюється рубець.

#### Ступені тяжкості
Шкірна форма сибірки у 80 % хворих перебігає в легкій і середньотяжкій формі та в 20 % — у тяжкій. На першу добу окрім місцевих змін на шкірі, до утворення пухирця, хворого непокоїть лише загальне нездужання, розбитість, головний біль. При легкій формі хвороби — інтоксикація виражена помірно, температура нормальна або субфебрильна, струп відторгається до кінця 2-3 тижня. При середньотяжкому та тяжкому перебігу після утворення пустули самопочуття різко гіршає, температура піднімається до 39-40 °C, з'являється тахікардія, наростає слабкість і посилюється головний біль.
За несприятливого перебігу шкірної форми хвороби може розвинутися септицемія. При цьому відбувається новий підйом температури з повторним ознобом, різкою тахікардією, сильним головним болем. Водночас можлива поява вторинних пустул та інших запальних вогнищ гематогенного походження. У частини хворих розвивається ендокардит. Внаслідок специфічної інтоксикації порушується діяльність і структура міокарда, виникає гостра серцева недостатність. У деяких хворих виникає гнійно-геморагічний менінгіт.

### Інші форми антраксу
- При аліментарному зараженні, зазвичай, захворювання починається раптово з гострого різкого болю в животі, головного болю, запаморочення, збільшуваної слабкості. Незабаром з'являється нудота і блювання з домішками крові та жовчі. На тлі зростального різкого болю в животі та відчуття напруженості в ньому, виникає кривавий пронос. Можливий розвиток парезу кишки, котрий нагадує динамічну непрохідність. Сибіркове ураження кишки веде до подразнення очеревини, геморагічного випоту в черевну порожнину. Далі може виникнути перфорація кишки і розвиток перитоніту. Виявляються явно виразні симптоми загальної інтоксикації. У першу добу хвороби температура підвищується до 39-40 °C, супроводжується ознобом, і впродовж всієї хвороби тримається на високому рівні аж до смерті.
- При повітряно-пиловому шляху зараження розвивається легенева сибірка, яка починається з раптової слабкості і розбитості, з'являється кашель, сильний озноб і підняття температури до 40 °C. Водночас перкуторно відзначають вогнища притуплювання, а аускультативно — різноманітні хрипи. Мокротиння рідке, кров'янисте та за деякий час в ємності перетворюється на своєрідне желе. У ньому виявляють величезну кількість сибіркових бацил. Часто спостерігають розвиток ексудативного плевриту. Хвороба перебігає дуже тяжко і без призначення етіотропних засобів закінчується летально на 2-3 добу.
- Первинна септицемія під час сибірки зустрічається зрідка і є наслідком аліментарного або повітряно-пилового шляху зараження.

## Ускладнення
У разі шкірної форми можливий гіповолемічний шок, при всіх формах сибірки може розвиватися інфекційно-токсичний шок (ІТШ), менінгіт, гостра дихальна недостатність. Прогноз для шкірної форми сприятливий, навіть у доантибіотичну еру більшість хворих видужувало. Однак під час інших форм без лікування летальність по суті стовідсоткова — тільки при застосуванні сучасних етіотропних засобів можливе видужання.

## Діагностика
Діагноз сибірки встановлюють на підставі епідеміологічних даних (догляд за хворими тваринами, білування померлих тварин, обробка м'яса, робота з забрудненою сировиною, вживання в їжу непевного м'яса тощо), клінічних і лабораторних даних. У більшості розвинених країн вважають, що за наявності типової клінічної картини і позитивного епідеміологічного анамнезу, лабораторне підтвердження антраксу не є необхідним.

### Клінічні критерії шкірної форми сибірки

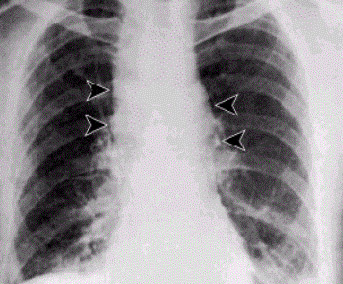
Рентгенографія легенів при антраксі. Стрілками показано збільшені бронхіальні лімфовузли

- Поява плями, що супроводжується свербінням, і її швидка трансформація (протягом декількох годин) на везикулу, пустулу, а потім, і виразку;
- характер виразки (темний безболісний струп, набряклий валик, триколірне забарвлення межі запалення, відсутність болю в місці локалізації виразки);
- дочірні пухирці навколо виразки;
- желеподібний, часто поширений набряк тканин.

### Прогноз
Шкірна форма сибірки з лікуванням, рідко призводить до летального наслідку

### Лабораторні та інструментальні зміни
У загальному аналізі крові спостерігають лейкоцитоз, нейтрофільоз, підвищення швидкості осідання еритроцитів. За легеневої форми рентгенологічне дослідження легенів або комп'ютерна рентгенівська томографія (КТ) відзначає розширення середостіння, ознаки медіастиніту, однак відсутня інфільтрація легень. При дослідженні ліквору в разі наявності сибіркового менінгіту виявляють помірний нейтрофільний плеоцитоз з домішками вилужених еритроцитів.

### Специфічна діагностика
Передбачає:
- бактеріологічний метод (матеріалом для бактеріологічного дослідження може бути вміст карбункулу, кров, мокротиння, плевральна та спинномозкова рідина, блювотні маси і випорожнення). Для росту колонії сибіркового збудника на косому агарі характерна фігура перевернутої ялинки, а на горизонтальному поживному середовищі колонії великі, волокнисті по типу «голова медузи» або «грива лева», край колонії війчастий. Характерні морфологічні особливості збудника (розташування збудників у вигляді «потягу з товарними вагонами», а окремі збудники мають характерний вигляд «бамбукової тростини»), що виявляються при бактеріоскопії (дослідження бактерій при мікроскопії), та результати розвитку на біохімічному ряді Гіса[37] дають можливість підтвердити діагноз;
- патоморфологічне дослідження, яке виявляє запальні зміни та наявність збудників в тканинах, судинах; їхня кількість не відповідає тяжкості хвороби, що пояснюється переважною дією екзотоксину при сибірці;
- біологічний метод (зараження лабораторних тварин);
- серологічний (реакція зв'язування комплемента (РЗК), РНГА, ІФА);
- особливим методом діагностики є реакція Асколі. Цю реакцію використовують як у ветеринарії, роботі санітарної служби, так і в клінічній практиці медицини; це реакція термоімунопреципітації, яку застосовують для виявлення безклітинного термостабільного сибіркового антигену як в трупах померлих тварин, шкіряній сировині, готовій продукції, так і в некротичній тканині карбункулу.

Внутрішньошкірну пробу з антраксином (спеціальним фільтратом бульйонної культури збудника) в більшості країн на сьогодні не застосовують у медицині, а лише у ветеринарії.

## Лікування

### Етіотропна терапія
Головним у лікуванні сибірки є антибактерійна терапія. На сучасному етапі провідні експерти ВООЗ вважають, що пеніцилін продовжує залишатися препаратом вибору для лікування як шкірної форми антраксу, так і легеневої, менінгіту. При шкірній формі його доза становить 1-2 млн одиниць кожні чотири години внутрішньом'язово протягом 7-10 днів. При антракс-менінгіті добова доза становить 24 млн одиниць. За тяжкого перебігу шкірної форми, легеневому, гастро-інтестінальному, септицемічному антраксі рекомендують додавати до пеніциліну кліндаміцин перорально або внутрішньом'язово по 0,45 г чотири рази на день протягом 7-10 днів, зважаючи на його антиекзотоксиновий ефект. За наявності непереносності пеніциліну при шкірній формі застосовують доксициклін 0,2 г один раз на день протягом 10-14 днів, ципрофлоксацин 0,75 г два рази на день 7-10 днів. За необхідності їх можна вводити парентерально. При дуже тяжких ситуаціях рекомендують левофлоксацин 0,5 г один раз на день або гатіфлоксацин 0,4 г один раз на день внутрішньовенно. Тривалість їхнього застосування визначають індивідуально.

### Патогенетична терапія
Патогенетичну терапію проводять шляхом внутрішньовенного введення колоїдних і кристалоїдних (розчини солей і цукрів) препаратів із метою нормалізації об'єму циркулюючої плазми, дезінтоксикації. При інфузійній терапії необхідно враховувати схильність до серозно-геморагічного набряку внутрішніх органів, наявність проявів гіповолемічного шоку із внутрішнім депонуванням рідини, значно змінену проникність судин. Необхідним є введення таких розчинів (декстрани, препарати крохмалю), що на початковому рівні нормалізують об'єм циркулюючої плазми, змусивши рідину з місця набряку перейти до загального кровоносного русла. Надалі використовують осмотичні діуретики та салуретики. Для боротьби з недостатністю надниркових залоз та для корекції проникності судин застосовують глюкокортикостероїди, в умовах інфекційно-токсичного шоку їхня доза лімітується лише ефектом.
Раніше при лікуванні сибірки використовували лікувальний гетерогенний протисибірковий імуноглобулін, однак на сьогодні ВООЗ не вважає це доцільним через можливість виникнення хвороби циркулюючих імунних комплексів та наявністю більш дієвих методів лікування.
На сьогодні при шкірній формі захворювання не застосовують місцеве лікування, виразку рекомендують вести з відкритим повітряним доступом. Необхідно пам'ятати, що хірургічна обробка сибіркового карбункула не є доцільною, тому що сприяє генералізації процесу.

## Профілактика
- Неспецифічна:

- ветеринарний контроль хутряної та шкіряної сировини;
- контроль за захворюваністю серед тварин;
- знищення заражених трупів тварин.

- Специфічна:

- здійснюється серед груп ризику (працівники м'ясної, шкіряної, хутро-переробної промисловості, пастухи, сільське населення, ветеринари, зоотехніки тощо);
- полягає у щорічному введенні живої атенуйованої вакцини СТІ;
- заборона застосування бактеріологічної/хімічної зброї на міжнародному рівні.

Особи, які контактували з хворими або заразним матеріалом, підлягають лікарському спостереженню протягом двох тижнів. За значного ризику виникнення сибірки призначають доксициклін 0,1 г один раз на добу протягом 7-10 днів залежно від ситуації. У разі біотерористичного застосування сибіркового збудника слід подовжити приймання доксицикліну аж до 60 днів. Важливого значення набуває вакцинація тварин і людей.

## Випадки застосування збудника антраксу як біозброї в США
Віцепрезидент США Дік Чейні, який прилюдно виступив уперше з початку бомбардувань Афганістану в 2001 році, заявив, що випадки захворювання на сибірку у США імовірно пов'язані з діяльністю Усами бін Ладена. У країні зростали панічні настрої через листи, заражені сибіркою. З Нью-Йорка надійшло повідомлення про ще один випадок захворювання на сибірку у США: телекомпанія NBC заявила, що захворіла одна з її співробітниць. Листи були відправлені 18 вересня 2001 року, через тиждень після терактів.
«Підозрілий лист» з «невідомою речовиною» надійшов вранці у п'ятницю також до редакції газети «Нью-Йорк Таймс», повідомив на пресконференції мер Нью-Йорка Рудольф Джуліані.
Як повідомляє РІА «Новости», збудники сибірки також було виявлено на підозрілому листі, що надійшов до дочірньої фірми корпорації «Майкрософт» у місті Ріно (штат Невада). Про це у п'ятницю ввечері повідомили представники влади штату й місцевого департаменту з охорони здоров'я. Попереднє тестування підтвердило, що на листі містилися збудники цього небезпечного захворювання.
Серед нью-йоркських ЗМІ розпочалася паніка після підтвердження факту зараження сибіркою співробітника NBC. За словами міністра з охорони здоров'я США Томмі Томсона, зараз усім, хто працював поряд з цією людиною, терміново запропоновано приймати антибіотики. Міністр закликав американців не вдаватися до паніки та підкреслив, що сибірка не передається по повітрю.
Телекомпанія CBS оголосила, що закриє свій відділ з обробки листів, ще декілька нью-йоркських ЗМІ підтвердили, що вже вдалися до суворіших заходів безпеки.
Три випадки на захворювання сибіркою було виявлено серед співробітників газети «Сан» у Флориді. Один із трьох помер, інші перебувають зараз на лікуванні.
Віцепрезидент США Дік Чейні, який прилюдно виступив уперше з початку бомбардувань Афганістану, заявив, що випадки захворювання на сибірку у США ймовірно пов'язані з діяльністю Усами бін Ладена.
«Я гадаю, що з погляду здорового глузду, зараз слід діяти так, немов хвороба й терористична діяльність організації „Аль-Каїда“ пов'язані», — заявив Дік Чейні.
Мер Нью-Йорка Рудольф Джуліані заявив, що доступ до офісу NBC буде заборонений протягом декількох днів, поки фахівці перевірятимуть приміщення й співробітників телекомпанії на наявність бактерії.
Повідомлення про останні випадки сибірки викликало обвал котирувань на Уолл-Стріт, майже на 2 % знизилися індекси Dow Jones та NASDAQ.
Збільшення курсу акцій, що спостерігалося протягом попередніх днів, різко зупинилося.
Заступник міністра британського МЗС заявив, що бін Ладен та члени терористичної організації «Аль-Каїда» з великим ступенем ймовірності мають бактеріологічну зброю. «За нашими даними, „Аль-Каїда“ намагалася придбати біологічну та хімічну зброю протягом останніх 10 років. Ми гадаємо, їм це вдалося», — заявив Бен Бредшоу в інтерв'ю австрійському телебаченню.